# Халил Рифат паша
Вижте пояснителната страница за други личности с името Халил паша.
Халил Рифат паша (на турски: Halil Rıfat Paşa) е османски политически деец, валия в Измир, Сивас и Битоля, 266-ият велик везир на Османската империя от ноември 1895 година до 9 ноември 1901 година по време на управлението на султан Абдул Хамид II.

## Биография
Халил Рифат е роден през 1827 година в Солун, Османска империя. Учи в медресе в Солун, после завършва висшето училище за гражданско управление „Мектеб-и Мюлкие“ в Цариград. Започва работа като пощенски чиновник във Видин и постепенно се издига в бюрократичната стълбица. От октомври 1876 до февруари 1877 година е валия на Дунавския вилает в Русе. От 1877 до 1878 година е валия на Косовския вилает в Скопие. В 1882 година става мютесариф във Видин, в 1885 година става валия на Айдънския вилает в Смирна, в 1885 – 1886 г. – на Сивас, в 1887 г. – на Битолския вилает, а в 1889 – 1891 година пак е валия в Сивас. Халил Рифат паша при сложните условия на Централна Анатолия успява да построи голямо количество пътища и мостове.
От ноември 1891 до ноември 1895 година е министър на вътрешните дела, а от юни 1895 до ноември 1895 година е и член на Държавния съвет.
През ноември 1895 година султан Абдул-Хамид II прави Халил Рифат паша велик везир. Управлението му е маркирано с кланетата на арменци в Сасун, Критското въстание в 1896 година, Гръцко-турската война от 1897 година.
В 1901 година Халил Рифат паша умира в Цариград. Наследен е като велик везир от Кючюк Мехмед Саид паша.
„Праздника на турцитѣ, Байрама, даде ми случай да посѣтя тогавашния валия Халилъ Рифатъ паша. Той ме прие доста приятелски и ми обѣща да ми помогне въ всѣко отношение, но нѣколко дни слѣдъ това, за съжаление, той бидѣ смѣненъ. Три години управлява той битолския вилаетъ и спечели благодарностьта на христианското население. Въ негово врѣме вилаета бѣ най-сигоренъ отъ къмъ разбойници и можеше да се пѫтува съвсѣмъ свободно. Той пращаше потеря въ всѣко врѣме противъ разбойницитѣ и избиваше хванатитѣ, а за страхъ на другитѣ излагаше публично главитѣ имъ. Чрѣзъ това той введе спокойствие и порѣдъкъ въ цѣлия вилаетъ, а чрѣзъ устрояванието на фахри-заптие, т. е. въорѫжени хора, даде на христианското население възможность да се брани не само отъ разбойницитѣ, но и отъ турцитѣ. Въ негово врѣме се наказваха всички злосторници безъ да се гледа на религията имъ. Случвало се е, че той е наказвалъ богати турци да работятъ по шосето, а пъкъ бѣднитѣ сѫ се откупвали съ пари. Чрѣзъ тази си дѣятелность той спечели любовьта на христианитѣ, но и умразата на турцитѣ. Най-послѣ влиятелнитѣ турци сполучиха да го смѣнатъ и докараха другъ на негово мѣсто, при когото пакъ подкачиха да вършатъ прѣдишнитѣ си золумлуци. Веднага слѣдъ това се уничтожиха фахри-заптиитѣ, носението на орѫжие се запрѣти и се явиха моментално разбойницитѣ, които, както се говори, сѫ ортаци съ нѣкои бейове. Рифатъ паша биде испратенъ въ Смирна, но съвсѣмъ обезкураженъ той остави работитѣ да си текатъ тъй както си бѣха и по-рано, защото въ Турция тъй сѫ навикнали да гледатъ на тѣхъ. Слѣдъ това Рифатъ паша биде назначенъ за министеръ на вѫтрѣшнитѣ работи. Вѣроятно, той позналъ, че е напразно да се бори противъ сѫществующия рѣдъ, та затова и оставилъ да се тъпче хрисгианина и да се счита като робъ на мухамеданеца. Въ прибрѣжнитѣ градове този взгледъ не бие много на очи, но въ вѫтрѣшностьта господарь е само турчина.“